# Station Manchester Victoria
Station Manchester Victoria is een van de vier spoorwegstations van de Britse stad Manchester. Het geeft ook toegang tot de Manchester Metrolink, een lightrailsysteem.
Station Victoria is, na Station Manchester Piccadilly, het drukste van de vier spoorwegstations van de stad. Northern Rail zorgt voor de exploitatie.
Het station verbindt de stad met plaatsen ten oosten en noorden van Manchester en geeft toegang tot de Manchester Arena, een evenementenhal met 20.000 plaatsen. Het station ligt vlak bij de Kathedraal van Manchester.
Vóór het station zorgt de Metroshuttle voor gratis vervoer naar het centrum van de stad.

## Aanslag op 22 mei 2017
Op 22 mei 2017 werd in de hal tussen het station en de Manchester Arena een zelfmoordaanslag gepleegd. De aanslag vond plaats om 22.33 uur lokale tijd, op het moment dat de Arena leegliep na een concert van Ariana Grande. Het concert werd bijgewoond door zo'n 21.000 toeschouwers, hoofdzakelijk jongeren en gezinnen met kinderen. Bij de explosie kwamen de dader en 22 slachtoffers om het leven. Ten minste 59 mensen raakten gewond.

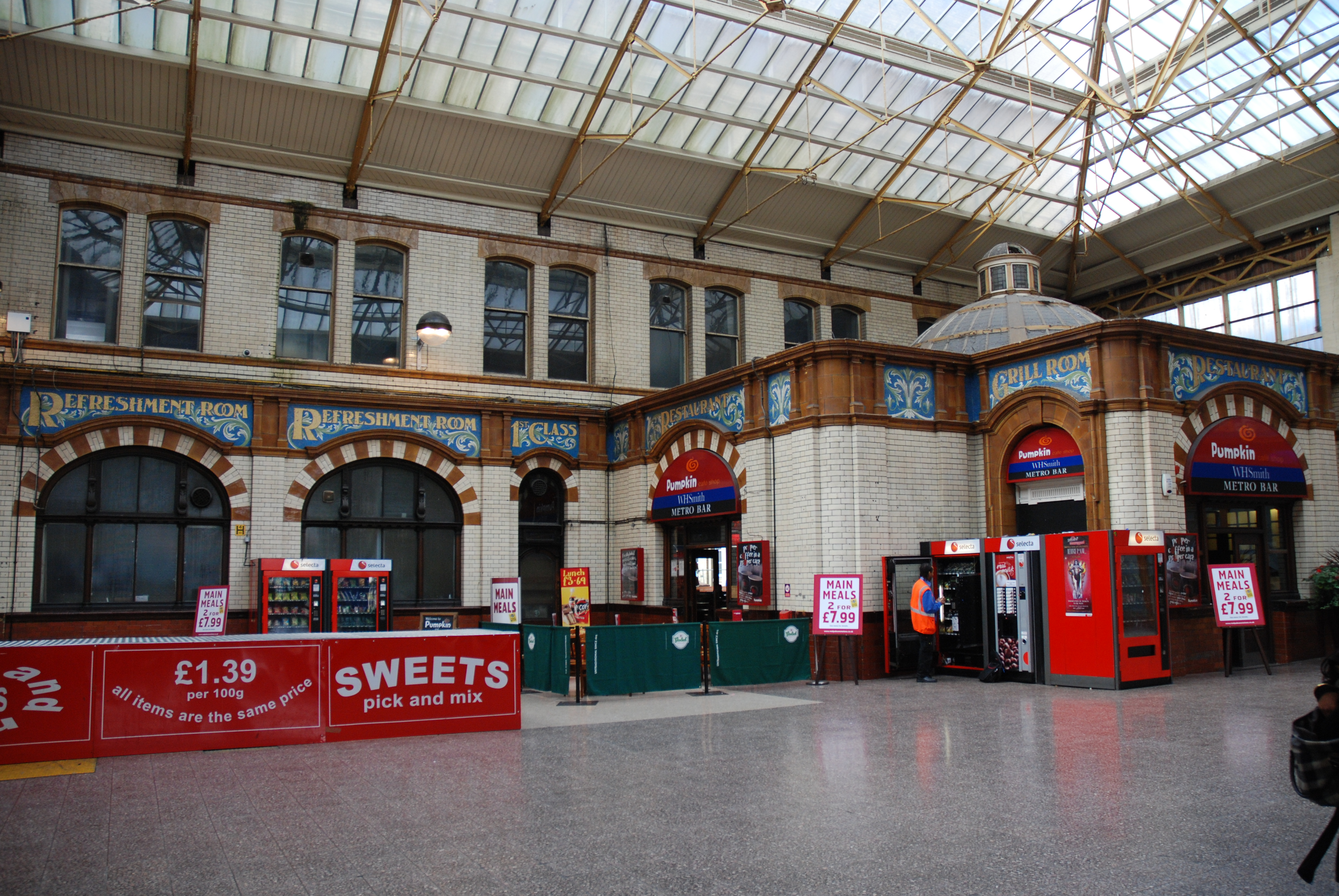
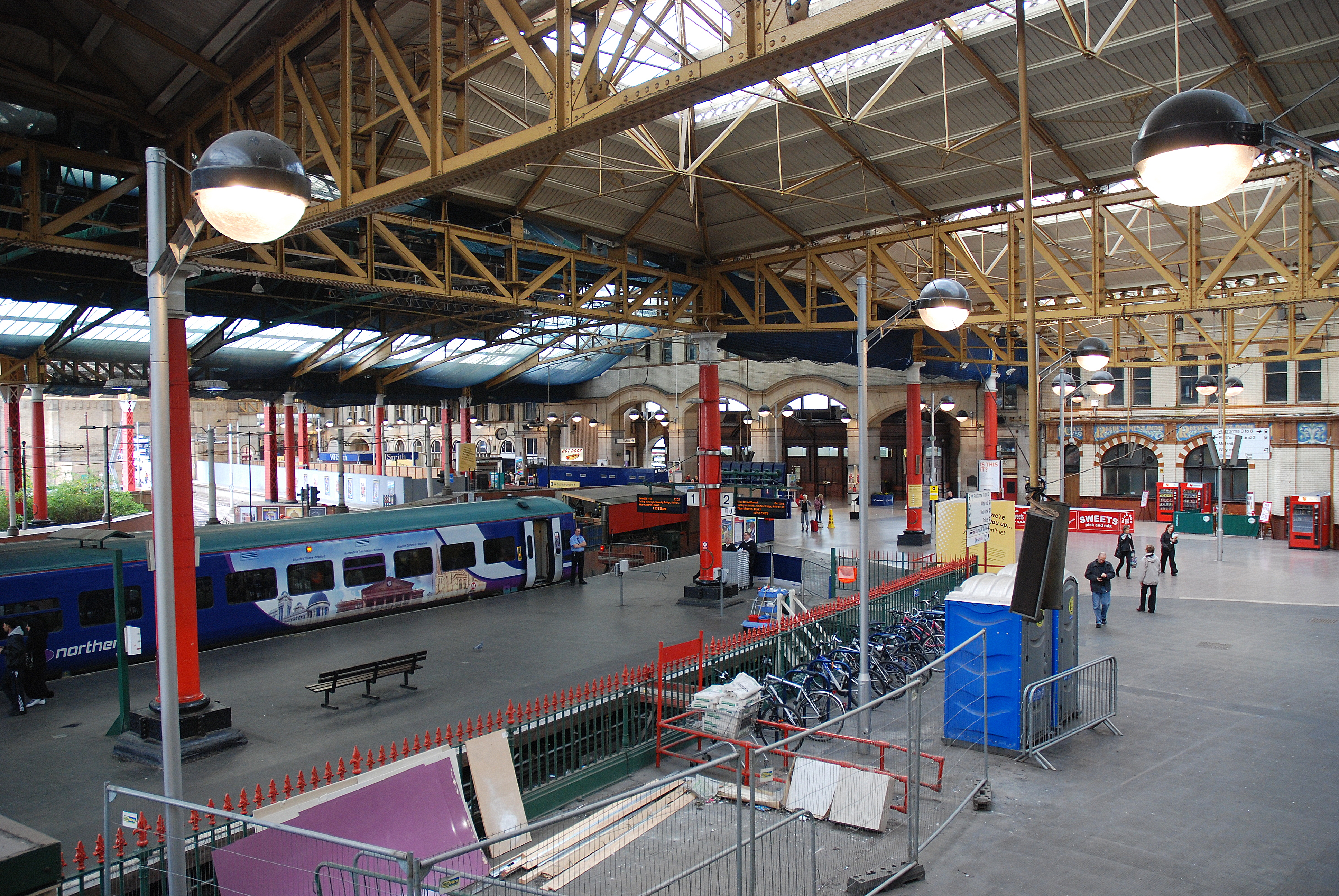
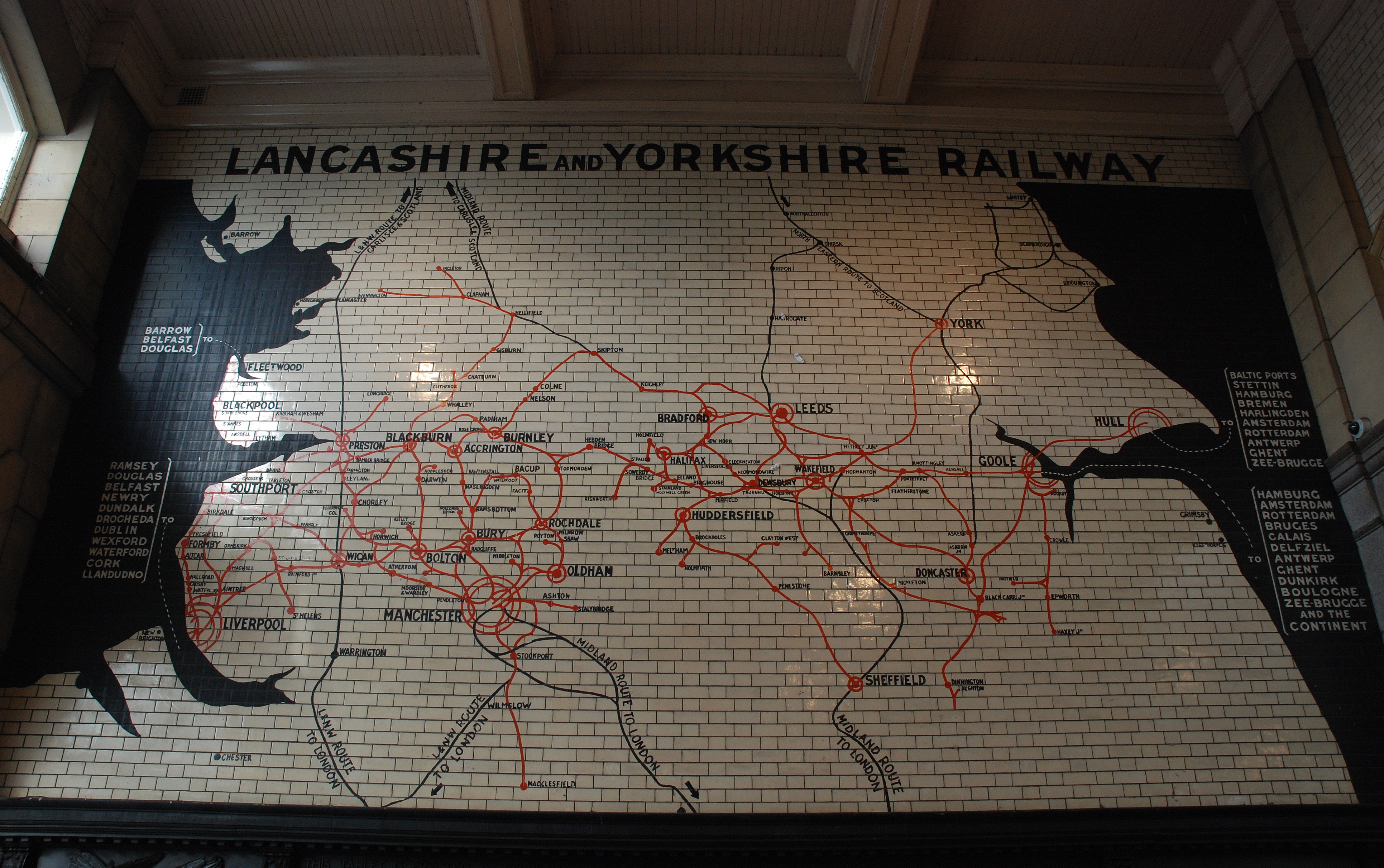
Een overzicht van de spoorlijnen in de 19e eeuw in deze regio
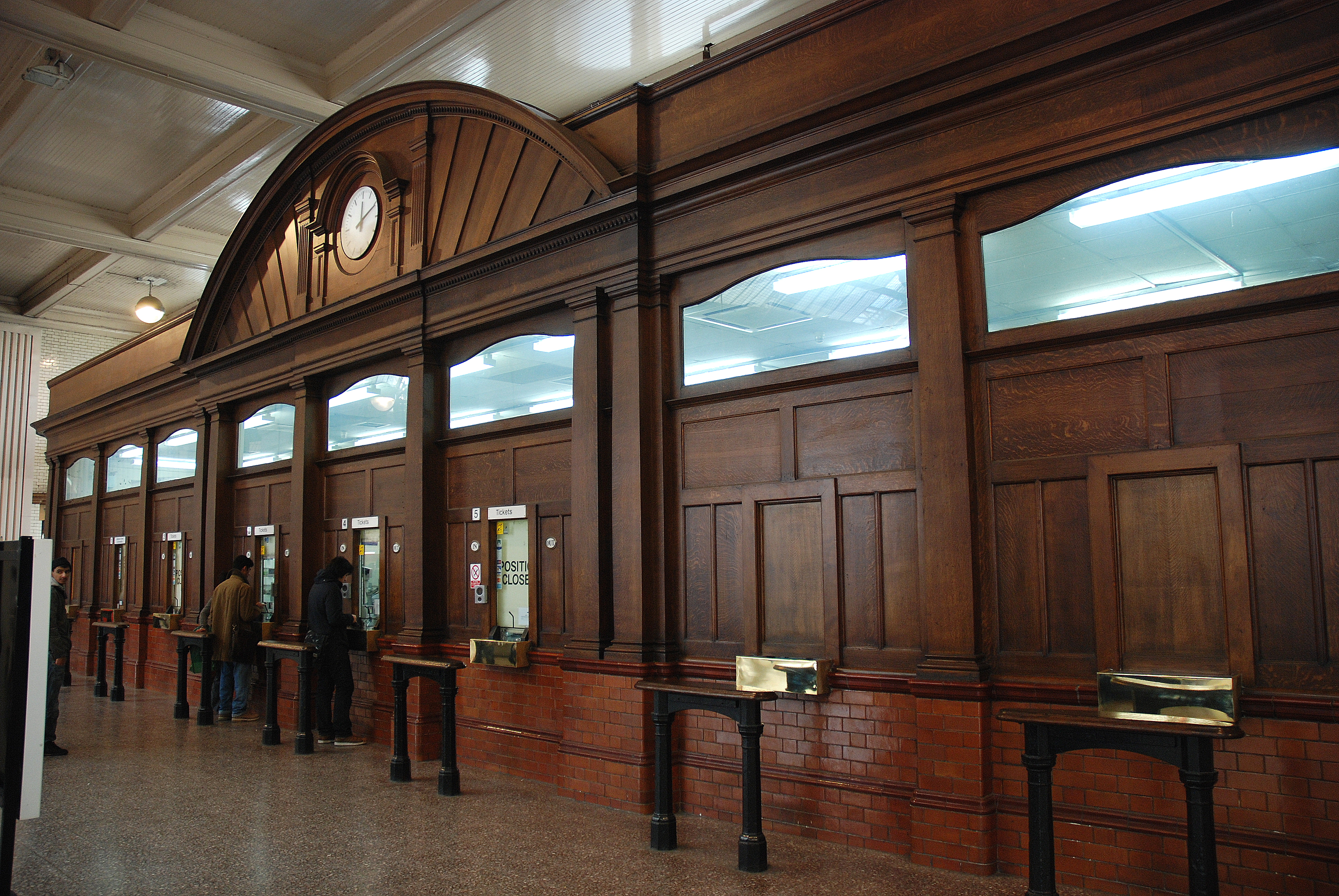
De Victoriaanse loketten